# Campeonato Mundial de Voleibol de Praia Sub-21 de 2019
Campeonato Mundial de Voleibol de Praia Sub-21 de 2019 foi a 17ª edição da competição que reúne as melhores dupla mundiais representantes de países na categoria Sub-21, em ambos os gêneros, no período entre 18 a 23 de junho na cidade de Udon Thani, com um total de 64 duplas..

## Fórmula de disputa
A competição inicia com a disputa do torneio de qualificação com tres rodadas, que garantiu 24 duplas em ambos os naipes para o torneio principal que contou com a participação de mais oito duplas convidadas, totalizando 32 duplas em ambos os gêneros  distribuídas proporcionalmente entre os Grupos A, B, C, D, E, F, G e H. Nestes grupos, as duplas se enfrentaram em sistema de pontos corridos, ou seja, todos contra todos; sendo que as primeiras colocadas de cada grupo avançam as oitavas de final, enquanto as segundas e terceiras colocadas disputam a rodada 24, as duplas vitoriosas complementam os confrontos das oitavas de final, e a partir desta sucedem quartas de final, semifinal, disputa pelo terceiro lugar e final.

## Local dos jogos
| Local                 |
| --------------------- |
| Udon Thani, Tailândia |
|                       |

## Campeões
| Evento            | Ouro                              | Prata                                 | Bronze                              |
| Torneio masculino | Renato Andrew e Rafael Andrew     | Jakob Windisch e Alberto Di Silvestre | Miguel Sarabia e Raymond Stephens   |
| Torneio feminino  | Victória Tosta e Vitória Mendonça | Maria Voronina e Mariia Bocharova     | María Belén Carro e Daniela Álvarez |

## Torneio Masculino

### Fase classificatória
|  | Qualificados para oitavas de final (primeira colocação)   |
|  | Qualificados para rodada 24 (segunda e terceira posições) |
|  | Eliminados                                                |

#### Grupo A
|     |                  |     | Jogos | Jogos | Jogos | Sets | Sets | Sets  | Pontos | Pontos | Pontos |
| Pos | Equipe           | Pts | T     | V     | D     | V    | P    | R     | V      | P      | R      |
| --- | ---------------- | --- | ----- | ----- | ----- | ---- | ---- | ----- | ------ | ------ | ------ |
| 1   | John–Schneider   | 6   | 3     | 3     | 0     | 6    | 2    | 3.000 | 153    | 132    | 1.159  |
| 2   | Narathon–Thanan  | 5   | 3     | 2     | 1     | 5    | 2    | 2.500 | 139    | 118    | 1.178  |
| 3   | Kerkhoff–Pickett | 4   | 3     | 1     | 2     | 2    | 4    | 0.500 | 105    | 116    | 0.905  |
| 4   | El Azhari–Ilyas  | 3   | 3     | 0     | 3     | 1    | 6    | 0.167 | 109    | 140    | 0.779  |

| 19 jun | 15:00 | Narathon–Thanan  | 1-2 | John–Schneider   | 17-21, 23-21, 13-15 | Relatório |
| 19 jun | 15:00 | Kerkhoff–Pickett | 2-0 | El Azhari–Ilyas  | 21-16, 21-16        | Relatório |
| 20 jun | 09:50 | Narathon–Thanan  | 2-0 | El Azhari–Ilyas  | 23-21, 21-7         | Relatório |
| 20 jun | 09:50 | Kerkhoff–Pickett | 0-2 | John–Schneider   | 15-21, 15-21        | Relatório |
| 20 jun | 15:00 | Narathon–Thanan  | 2-0 | Kerkhoff–Pickett | 21-17, 21-16        | Relatório |
| 20 jun | 15:00 | El Azhari–Ilyas  | 1-2 | John–Schneider   | 16-21, 21-18, 12-15 | Relatório |

#### Grupo B
|     |                   |     | Jogos | Jogos | Jogos | Sets | Sets | Sets  | Pontos | Pontos | Pontos |
| Pos | Equipe            | Pts | T     | V     | D     | V    | P    | R     | V      | P      | R      |
| --- | ----------------- | --- | ----- | ----- | ----- | ---- | ---- | ----- | ------ | ------ | ------ |
| 1   | Renato–Rafael     | 6   | 3     | 3     | 0     | 6    | 0    | MAX   | 126    | 86     | 1.465  |
| 2   | Shekunov–Veretiuk | 5   | 3     | 2     | 1     | 4    | 2    | 2.000 | 115    | 97     | 1.186  |
| 3   | Iglesias–Dorguett | 4   | 3     | 1     | 2     | 2    | 5    | 0.400 | 108    | 134    | 0.806  |
| 4   | Mosvold–Sunde     | 3   | 3     | 0     | 3     | 1    | 6    | 0.167 | 104    | 136    | 0.765  |

| 19 jun | 11:00 | Renato–Rafael     | 2-0 | Shekunov–Veretiuk | 21-15, 21-16        | Relatório |
| 19 jun | 11:00 | Iglesias–Dorguett | 2-1 | Mosvold–Sunde     | 16-21, 21-19, 15-10 | Relatório |
| 19 jun | 16:50 | Renato–Rafael     | 2-0 | Mosvold–Sunde     | 21-15, 21-12        | Relatório |
| 19 jun | 16:50 | Iglesias–Dorguett | 0-2 | Shekunov–Veretiuk | 14-21, 14-21        | Relatório |
| 20 jun | 10:40 | Renato–Rafael     | 2-0 | Iglesias–Dorguett | 21-13, 21-15        | Relatório |
| 20 jun | 10:40 | Mosvold–Sunde     | 0-2 | Shekunov–Veretiuk | 15-21, 12-21        | Relatório |

#### Grupo C
|     |                   |     | Jogos | Jogos | Jogos | Sets | Sets | Sets  | Pontos | Pontos | Pontos |
| Pos | Equipe            | Pts | T     | V     | D     | V    | P    | R     | V      | P      | R      |
| --- | ----------------- | --- | ----- | ----- | ----- | ---- | ---- | ----- | ------ | ------ | ------ |
| 1   | Pfretzschner–Sowa | 6   | 3     | 3     | 0     | 6    | 2    | 3.000 | 150    | 131    | 1.145  |
| 2   | Ivanov–Gorbenko   | 5   | 3     | 2     | 1     | 5    | 2    | 2.500 | 137    | 119    | 1.151  |
| 3   | Monjane–Mondlane  | 4   | 3     | 1     | 2     | 2    | 4    | 0.500 | 110    | 117    | 0.940  |
| 4   | León–Jurado       | 3   | 3     | 0     | 3     | 1    | 6    | 0.167 | 108    | 138    | 0.783  |

| 19 jun | 11:50 | Ivanov–Gorbenko  | 1-2 | Pfretzschner–Sowa | 19-21, 21-18, 13-15 | Relatório |
| 19 jun | 11:50 | Monjane–Mondlane | 2-0 | León–Jurado       | 21-19, 21-14        | Relatório |
| 20 jun | 09:50 | Ivanov–Gorbenko  | 2-0 | León–Jurado       | 21-13, 21-18        | Relatório |
| 20 jun | 09:50 | Monjane–Mondlane | 0-2 | Pfretzschner–Sowa | 19-21, 15-21        | Relatório |
| 20 jun | 16:00 | Ivanov–Gorbenko  | 2-0 | Monjane–Mondlane  | 21-19, 21-15        | Relatório |
| 20 jun | 16:00 | León–Jurado      | 1-2 | Pfretzschner–Sowa | 14-21,21-18, 9-15   | Relatório |

#### Grupo D
|     |                       |     | Jogos | Jogos | Jogos | Sets | Sets | Sets  | Pontos | Pontos | Pontos |
| Pos | Equipe                | Pts | T     | V     | D     | V    | P    | R     | V      | P      | R      |
| --- | --------------------- | --- | ----- | ----- | ----- | ---- | ---- | ----- | ------ | ------ | ------ |
| 1   | Windisch–Di Silvestre | 6   | 3     | 3     | 0     | 6    | 0    | MAX   | 126    | 85     | 1.482  |
| 2   | Bailon–Bertrán        | 5   | 3     | 2     | 1     | 4    | 3    | 1.333 | 131    | 129    | 1.016  |
| 3   | Pascariuc–Kopschar    | 4   | 3     | 1     | 2     | 3    | 4    | 0.750 | 123    | 125    | 0.984  |
| 4   | Xingyu–Xu             | 3   | 3     | 0     | 3     | 0    | 6    | 0.000 | 88     | 129    | 0.682  |

| 19 jun | 08:30 | Xingyu–Xu             | 0-2 | Pascariuc–Kopschar    | 14-21, 15-21        | Relatório |
| 19 jun | 08:30 | Windisch–Di Silvestre | 2-0 | Bailon–Bertrán        | 21-16, 21-16        | Relatório |
| 19 jun | 15:00 | Xingyu–Xu             | 0-2 | Bailon–Bertrán        | 22-24, 14-21        | Relatório |
| 19 jun | 15:00 | Windisch–Di Silvestre | 2-0 | Pascariuc–Kopschar    | 21-15, 21-15        | Relatório |
| 21 jun | 11:30 | Xingyu–Xu             | 0-2 | Windisch–Di Silvestre | 10-21, 13-21        | Relatório |
| 21 jun | 11:30 | Bailon–Bertrán        | 2-1 | Pascariuc–Kopschar    | 21-17, 18-21, 15-13 | Relatório |

#### Grupo E
|     |                  |     | Jogos | Jogos | Jogos | Sets | Sets | Sets  | Pontos | Pontos | Pontos |
| Pos | Equipe           | Pts | T     | V     | D     | V    | P    | R     | V      | P      | R      |
| --- | ---------------- | --- | ----- | ----- | ----- | ---- | ---- | ----- | ------ | ------ | ------ |
| 1   | Sarabia–Stephens | 6   | 3     | 3     | 0     | 6    | 0    | MAX   | 126    | 92     | 1.370  |
| 2   | Alayo–Portes     | 5   | 3     | 2     | 1     | 4    | 2    | 2.000 | 118    | 98     | 1.204  |
| 3   | Cascante–López   | 4   | 3     | 1     | 2     | 2    | 4    | 0.500 | 118    | 117    | 1.009  |
| 4   | Youssef–Farahat  | 3   | 3     | 0     | 3     | 0    | 6    | 0.000 | 71     | 126    | 0.563  |

| 19 jun | 09:20 | Sarabia–Stephens | 2-0 | Cascante–López  | 21-17, 21-18 | Relatório |
| 19 jun | 09:20 | Youssef–Farahat  | 0-2 | Alayo–Portes    | 9-21, 6-21   | Relatório |
| 19 jun | 16:00 | Sarabia–Stephens | 2-0 | Alayo–Portes    | 21-14, 21-17 | Relatório |
| 19 jun | 16:00 | Youssef–Farahat  | 0-2 | Cascante–López  | 14-21, 16-21 | Relatório |
| 20 jun | 12:20 | Sarabia–Stephens | 2-0 | Youssef–Farahat | 21-12, 21-14 | Relatório |
| 20 jun | 12:20 | Alayo–Portes     | 2-0 | Cascante–López  | 21-19, 24-22 | Relatório |

#### Grupo F
|     |                      |     | Jogos | Jogos | Jogos | Sets | Sets | Sets  | Pontos | Pontos | Pontos |
| Pos | Equipe               | Pts | T     | V     | D     | V    | P    | R     | V      | P      | R      |
| --- | -------------------- | --- | ----- | ----- | ----- | ---- | ---- | ----- | ------ | ------ | ------ |
| 1   | Brewster–Wienckowski | 6   | 3     | 3     | 0     | 6    | 1    | 6.000 | 140    | 104    | 1.346  |
| 2   | Aldash–Mokhammad     | 5   | 3     | 2     | 1     | 5    | 2    | 2.500 | 129    | 112    | 1.152  |
| 3   | Goto–Adachi          | 4   | 3     | 1     | 2     | 2    | 4    | 0.500 | 100    | 119    | 0.840  |
| 4   | Idrissa–Moubarak     | 3   | 3     | 0     | 3     | 0    | 6    | 0.000 | 92     | 126    | 0.730  |

| 19 jun | 10:10 | Brewster–Wienckowski | 2-0 | Idrissa–Moubarak | 21-15, 21-13        | Relatório |
| 19 jun | 10:10 | Aldash–Mokhammad     | 2-0 | Goto–Adachi      | 21-18, 21-9         | Relatório |
| 19 jun | 16:50 | Brewster–Wienckowski | 2-0 | Goto–Adachi      | 21-10, 23-21        | Relatório |
| 19 jun | 16:50 | Aldash–Mokhammad     | 2-0 | Idrissa–Moubarak | 21-17, 21-14        | Relatório |
| 20 jun | 13:10 | Brewster–Wienckowski | 2-1 | Aldash–Mokhammad | 18-21, 21-11, 15-13 | Relatório |
| 20 jun | 13:10 | Goto–Adachi          | 2-0 | Idrissa–Moubarak | 21-16, 21-17        | Relatório |

#### Grupo G
|     |                    |     | Jogos | Jogos | Jogos | Sets | Sets | Sets  | Pontos | Pontos | Pontos |
| Pos | Equipe             | Pts | T     | V     | D     | V    | P    | R     | V      | P      | R      |
| --- | ------------------ | --- | ----- | ----- | ----- | ---- | ---- | ----- | ------ | ------ | ------ |
| 1   | Možič – Bošnjak    | 6   | 3     | 3     | 0     | 6    | 0    | MAX   | 126    | 93     | 1.355  |
| 2   | Zelayeta–Amieva    | 5   | 3     | 2     | 1     | 4    | 2    | 2.000 | 119    | 115    | 1.035  |
| 3   | Nicolaidis–Takken  | 4   | 3     | 1     | 2     | 2    | 5    | 0.400 | 125    | 136    | 0.919  |
| 4   | Omar–Mohamed-Islem | 3   | 3     | 0     | 3     | 1    | 6    | 0.167 | 109    | 135    | 0.807  |

| 19 jun | 13:30 | Nicolaidis–Takken  | 0-2 | Možič – Bošnjak    | 18-21, 16-21         | Relatório |
| 19 jun | 13:30 | Zelayeta–Amieva    | 2-0 | Omar–Mohamed-Islem | 21-16, 21-17         | Relatório |
| 20 jun | 09:50 | Nicolaidis–Takken  | 2-1 | Omar–Mohamed-Islem | 21- 17, 15-21, 15-10 | Relatório |
| 20 jun | 09:50 | Zelayeta–Amieva    | 0-2 | Možič – Bošnjak    | 12-21, 19-21         | Relatório |
| 20 jun | 16:50 | Nicolaidis–Takken  | 0-2 | Zelayeta–Amieva    | 17-25, 23-25         | Relatório |
| 20 jun | 16:50 | Omar–Mohamed-Islem | 0-2 | Možič – Bošnjak    | 15-21, 13-21         | Relatório |

#### Grupo H
|     |                       |     | Jogos | Jogos | Jogos | Sets | Sets | Sets  | Pontos | Pontos | Pontos |
| Pos | Equipe                | Pts | T     | V     | D     | V    | P    | R     | V      | P      | R      |
| --- | --------------------- | --- | ----- | ----- | ----- | ---- | ---- | ----- | ------ | ------ | ------ |
| 1   | Faure–Platre          | 6   | 3     | 3     | 0     | 6    | 1    | 6.000 | 143    | 85     | 1.682  |
| 2   | Khruttha–Taovato      | 5   | 3     | 2     | 1     | 4    | 2    | 2.000 | 114    | 74     | 1.541  |
| 3   | Yamrali–Shekarsaraei  | 4   | 3     | 1     | 2     | 3    | 4    | 0.750 | 129    | 101    | 1.277  |
| 4   | Åhman–Jonatan Hellvig | 3   | 3     | 0     | 3     | 0    | 6    | 0.000 | 0      | 126    | 0.000  |

| 19 jun | 12:40 | Khruttha–Taovato     | 2-0 | Åhman–Jonatan Hellvig | 21-0, 21-0          | Relatório |
| 19 jun | 12:40 | Yamrali–Shekarsaraei | 1-2 | Faure–Platre          | 17-21, 24-22, 14-16 | Relatório |
| 20 jun | 09:00 | Khruttha–Taovato     | 0-2 | Faure–Platre          | 17-21, 13-21        | Relatório |
| 20 jun | 09:00 | Yamrali–Shekarsaraei | 2-0 | Åhman–Jonatan Hellvig | 21-0, 21-0          | Relatório |
| 20 jun | 14:00 | Khruttha–Taovato     | 2-0 | Yamrali–Shekarsaraei  | 21-19, 21-13        | Relatório |
| 20 jun | 14:00 | Faure–Platre         | 2-0 | Åhman–Jonatan Hellvig | 21-0, 21-0          | Relatório |

## Fase eliminatória

### Rodada 24
| 21 jun | 12:20 | Khruttha–Taovato  | 2-1 | Monjane–Mondlane     | 16-21,21-14, 15-9   | Relatório |
| 21 jun | 12:20 | Narathon–Thanan   | 2-0 | Goto–Adachi          | 21-11, 21-19        | Relatório |
| 21 jun | 12:20 | Alayo–Portes      | 2-1 | Kerkhoff–Pickett     | 18-21, 21-16, 15-5  | Relatório |
| 21 jun | 12:20 | Ivanov–Gorbenko   | 2-1 | Nicolaidis–Takken    | 21-23,23-21, 15-10  | Relatório |
| 21 jun | 13:10 | Bailon–Bertrán    | 1-2 | Cascante–López       | 21-17, 12-21, 11-15 | Relatório |
| 21 jun | 13:10 | Shekunov–Veretiuk | 2-0 | Yamrali–Shekarsaraei | 21-15, 21-13        | Relatório |
| 21 jun | 13:10 | Aldash–Mokhammad  | 0-2 | Iglesias–Dorguett    | 18-21, 16-21        | Relatório |
| 21 jun | 13:10 | Zelayeta–Amieva   | 2-1 | Pascariuc–Kopschar   | 21-18, 19-21, 15-12 | Relatório |

## Fase final

### Oitavas de final
| 21 jun | 16:10 | Windisch–Di Silvestre | 2-1 | Khruttha–Taovato  | 19-21, 21-15, 15-12 | Relatório |
| 21 jun | 16:10 | Faure–Platre          | 2-0 | Narathon–Thanan   | 21-19, 21-15        | Relatório |
| 21 jun | 16:10 | Možič – Bošnjak       | 2-0 | Alayo–Portes      | 21-14, 21-18        | Relatório |
| 21 jun | 16:10 | John–Schneider        | 0-2 | Ivanov–Gorbenko   | 26-28, 26-28        | Relatório |
| 21 jun | 17:00 | Renato–Rafael         | 2-0 | Cascante–López    | 21-12, 21-16        | Relatório |
| 21 jun | 17:00 | Brewster–Wienckowski  | 0-2 | Shekunov–Veretiuk | 14-21, 17-21        | Relatório |
| 21 jun | 17:00 | Sarabia–Stephens      | 2-0 | Iglesias–Dorguett | 21-11, 21-15        | Relatório |
| 21 jun | 17:00 | Pfretzschner–Sowa     | 2-0 | Zelayeta–Amieva   | 21-17, 23-21        | Relatório |

### Quartas de final
| 22 jun | 11:00 | Renato–Rafael         | 2-0 | Shekunov–Veretiuk | 21-13, 21-13        | Relatório |
| 22 jun | 11:00 | Sarabia–Stephens      | 2-0 | Pfretzschner–Sowa | 21-18, 21-19        | Relatório |
| 22 jun | 12:00 | Windisch–Di Silvestre | 2-1 | Faure–Platre      | 16-21, 21-18, 15-10 | Relatório |
| 22 jun | 12:00 | Možič – Bošnjak       | 1-2 | Ivanov–Gorbenko   | 21-18, 19-21, 12-15 | Relatório |

### Semifinal
| 22 jun | 15:00 | Renato–Rafael         | 2-1 | Sarabia–Stephens | 19-21, 21-14, 15-11 | Relatório |
| 22 jun | 16:50 | Windisch–Di Silvestre | 2-0 | Ivanov–Gorbenko  | 21-18, 21-16        | Relatório |

### Terceira lugar
| 23 jun | 12:45 | Sarabia–Stephens | 2-0 | Ivanov–Gorbenko | 21-16, 21-15 | Relatório |

### Final
| 23 jun | 15:00 | Renato–Rafael | 2-0 | Windisch–Di Silvestre | 21-11, 21-15 | Relatório |

## Classificação final
| Posição                         | Equipe                              | Pontuação |
| ------------------------------- | ----------------------------------- | --------- |
| Medalha de ouro                 | Renato Andrew–Rafael Andrew         | 200       |
| Medalha de prata                | Jakob Windisch–Alberto Di Silvestre | 180       |
| Medalha de bronze               | Miguel Sarabia–Raymond Stephens     | 160       |
| 4                               | Vasili Ivanov–Sergey Gorbenko       | 140       |
| 5                               |                                     |           |
| Théo Faure–Timothée Platre      | 120                                 |           |
| Lukas Pfretzschner–Robin Sowa   | 120                                 |           |
| Denis Shekunov–Dmitrii Veretiuk | 120                                 |           |
| Rok Možič – Crtomir Bošnjak     | 120                                 |           |

## Torneio Feminino

### Fase classificatória
|  | Qualificados para oitavas de final (primeira colocação)   |
|  | Qualificados para rodada 24 (segunda e terceira posições) |
|  | Eliminados                                                |

#### Grupo A
|     |                 |     | Jogos | Jogos | Jogos | Sets | Sets | Sets  | Pontos | Pontos | Pontos |
| Pos | Equipe          | Pts | T     | V     | D     | V    | P    | R     | V      | P      | R      |
| --- | --------------- | --- | ----- | ----- | ----- | ---- | ---- | ----- | ------ | ------ | ------ |
| 1   | Herdrick–Ibarra | 6   | 3     | 3     | 0     | 6    | 0    | MAX   | 127    | 92     | 1.380  |
| 2   | Ziemer–Schieder | 5   | 3     | 2     | 1     | 4    | 2    | 2.000 | 122    | 113    | 1.080  |
| 3   | Pawarun–Saranya | 4   | 3     | 1     | 2     | 2    | 4    | 0.500 | 104    | 111    | 0.937  |
| 4   | Sari– Della     | 0   | 0     | 0     | 0     | 6    | 0    | MAX   | 89     | 126    | 0.706  |

| 19 jun | 16:00 | Pawarun–Saranya | 0-2 | Ziemer–Schieder | 18-21, 15-21 | [ Relatório] |
| 19 jun | 16:00 | Herdrick–Ibarra | 2-0 | Sari–Della      | 21-8, 21-17  | [ Relatório] |
| 20 jun | 16:00 | Pawarun–Saranya | 2-0 | Sari–Della      | 21-17, 21-10 | [ Relatório] |
| 20 jun | 16:00 | Herdrick–Ibarra | 2-0 | Ziemer–Schieder | 21-18, 22-20 | [ Relatório] |
| 21 jun | 09:00 | Pawarun–Saranya | 0-2 | Herdrick–Ibarra | 17-21, 12-21 | [ Relatório] |
| 21 jun | 09:00 | Sari–Della      | 0-2 | Ziemer–Schieder | 19-21, 18-21 | [ Relatório] |

#### Grupo B
|     |                  |     | Jogos | Jogos | Jogos | Sets | Sets | Sets  | Pontos | Pontos | Pontos |
| Pos | Equipe           | Pts | T     | V     | D     | V    | P    | R     | V      | P      | R      |
| --- | ---------------- | --- | ----- | ----- | ----- | ---- | ---- | ----- | ------ | ------ | ------ |
| 1   | Victória–Vitória | 6   | 3     | 3     | 0     | 6    | 1    | 6.000 | 158    | 105    | 1.505  |
| 2   | Frolova–Ganenko  | 5   | 3     | 2     | 1     | 5    | 2    | 2.500 | 155    | 119    | 1.303  |
| 3   | Herrmann–Stadnik | 4   | 3     | 1     | 2     | 2    | 4    | 0.500 | 97     | 106    | 0.915  |
| 4   | El Azhary–Debbab | 3   | 3     | 0     | 3     | 0    | 6    | 0.000 | 46     | 126    | 0.365  |

| 19 jun | 10:10 | Victória–Vitória | 2-1 | Frolova–Ganenko  | 34-32, 25-27, 15-12 | [ Relatório] |
| 19 jun | 10:10 | Herrmann–Stadnik | 2-0 | El Azhary–Debbab | 21-8, 21-14         | [ Relatório] |
| 20 jun | 13:10 | Victória–Vitória | 2-0 | El Azhary–Debbab | 21-5, 21-5          | [ Relatório] |
| 20 jun | 13:10 | Herrmann–Stadnik | 0-2 | Frolova–Ganenko  | 16-21, 15-21        | [ Relatório] |
| 21 jun | 09:00 | Victória–Vitória | 2-0 | Herrmann–Stadnik | 21-14, 21-10        | [ Relatório] |
| 21 jun | 09:00 | El Azhary–Debbab | 0-2 | Frolova–Ganenko  | 5-21, 9-21          | [ Relatório] |

#### Grupo C
|     |                    |     | Jogos | Jogos | Jogos | Sets | Sets | Sets  | Pontos | Pontos | Pontos |
| Pos | Equipe             | Pts | T     | V     | D     | V    | P    | R     | V      | P      | R      |
| --- | ------------------ | --- | ----- | ----- | ----- | ---- | ---- | ----- | ------ | ------ | ------ |
| 1   | Voronina–Bocharova | 6   | 3     | 3     | 0     | 6    | 0    | MAX   | 126    | 80     | 1.575  |
| 2   | Fletcher–Thorup    | 5   | 3     | 2     | 1     | 4    | 3    | 1.333 | 120    | 117    | 1.026  |
| 3   | Mucheza–Manhiça    | 4   | 3     | 1     | 2     | 3    | 4    | 0.750 | 124    | 114    | 1.088  |
| 4   | Nada–Malak         | 3   | 3     | 0     | 3     | 0    | 6    | 0.000 | 67     | 127    | 0.528  |

| 19 jun | 11:00 | Voronina–Bocharova | 2-0 | Fletcher–Thorup | 21-12, 21-16      | [ Relatório] |
| 19 jun | 11:00 | Nada–Malak         | 0-2 | Mucheza–Manhiça | 14-21, 8-21       | [ Relatório] |
| 20 jun | 10:40 | Voronina–Bocharova | 2-0 | Mucheza–Manhiça | 21-18, 21-10      | [ Relatório] |
| 20 jun | 10:40 | Nada–Malak         | 0-2 | Fletcher–Thorup | 9-21, 12-21       | [ Relatório] |
| 21 jun | 10:40 | Voronina–Bocharova | 2-0 | Nada–Malak      | 21-11, 21-13      | [ Relatório] |
| 21 jun | 10:40 | Mucheza–Manhiça    | 1-2 | Fletcher–Thorup | 21-12,18-21,15-17 | [ Relatório] |

#### Grupo D
|     |                |     | Jogos | Jogos | Jogos | Sets | Sets | Sets  | Pontos | Pontos | Pontos |
| Pos | Equipe         | Pts | T     | V     | D     | V    | P    | R     | V      | P      | R      |
| --- | -------------- | --- | ----- | ----- | ----- | ---- | ---- | ----- | ------ | ------ | ------ |
| 1   | Churín–Galdón  | 6   | 3     | 3     | 0     | 6    | 1    | 6.000 | 131    | 111    | 1.180  |
| 2   | Bauman–DeFalco | 5   | 3     | 2     | 1     | 5    | 2    | 2.500 | 138    | 93     | 1.484  |
| 3   | Ingram–Stevens | 4   | 3     | 1     | 2     | 2    | 5    | 0.400 | 99     | 133    | 0.744  |
| 4   | Yingpeng–Xie   | 3   | 3     | 0     | 3     | 1    | 6    | 0.167 | 105    | 136    | 0.772  |

| 19 jun | 08:30 | Bauman–DeFalco | 2-0 | Yingpeng–Xie   | 21-12, 21-17       | [ Relatório] |
| 19 jun | 08:30 | Churín–Galdón  | 2-0 | Ingram–Stevens | 21-17, 21-13       | [ Relatório] |
| 20 jun | 11:30 | Bauman–DeFalco | 2-0 | Ingram–Stevens | 21-9, 21-8         | [ Relatório] |
| 20 jun | 11:30 | Churín–Galdón  | 2-0 | Yingpeng–Xie   | 21-13, 21-14       | [ Relatório] |
| 21 jun | 10:40 | Bauman–DeFalco | 1-2 | Churín–Galdón  | 20-22,21-10, 13-15 | [ Relatório] |
| 21 jun | 10:40 | Ingram–Stevens | 2-1 | Yingpeng–Xie   | 16-21,21-15, 15-13 | [ Relatório] |

#### Grupo E
|     |                 |     | Jogos | Jogos | Jogos | Sets | Sets | Sets  | Pontos | Pontos | Pontos |
| Pos | Equipe          | Pts | T     | V     | D     | V    | P    | R     | V      | P      | R      |
| --- | --------------- | --- | ----- | ----- | ----- | ---- | ---- | ----- | ------ | ------ | ------ |
| 1   | They–Orsi Toth  | 6   | 3     | 3     | 0     | 6    | 1    | 6.000 | 140    | 110    | 1.273  |
| 2   | Müller–Schulz   | 5   | 3     | 2     | 1     | 4    | 3    | 1.333 | 123    | 118    | 1.042  |
| 3   | Carro–Álvarez   | 4   | 3     | 1     | 2     | 3    | 5    | 0.600 | 131    | 141    | 0.929  |
| 4   | Thâmela–Ingridh | 3   | 3     | 0     | 3     | 2    | 6    | 0.333 | 123    | 148    | 0.831  |

| 19 jun | 09:20 | They–Orsi Toth | 2-0 | Thâmela–Ingridh | 21-12, 21-19      | [ Relatório] |
| 19 jun | 09:20 | Carro–Álvarez  | 0-2 | Müller–Schulz   | 15-21, 12-21      | [ Relatório] |
| 20 jun | 14:00 | They–Orsi Toth | 2-0 | Müller–Schulz   | 21-15, 21-14      | [ Relatório] |
| 20 jun | 14:00 | Carro–Álvarez  | 2-1 | Thâmela–Ingridh | 18-21,21-13, 15-9 | [ Relatório] |
| 21 jun | 11:30 | They–Orsi Toth | 2-1 | Carro–Álvarez   | 19-21,22-20, 15-9 | [ Relatório] |
| 21 jun | 11:30 | Müller–Schulz  | 2-1 | Thâmela–Ingridh | 16-21,21-18,15-10 | [ Relatório] |

#### Grupo F
|     |                         |     | Jogos | Jogos | Jogos | Sets | Sets | Sets  | Pontos | Pontos | Pontos |
| Pos | Equipe                  | Pts | T     | V     | D     | V    | P    | R     | V      | P      | R      |
| --- | ----------------------- | --- | ----- | ----- | ----- | ---- | ---- | ----- | ------ | ------ | ------ |
| 1   | Allcca–Mendoza          | 6   | 3     | 3     | 0     | 6    | 1    | 6.000 | 138    | 103    | 1.340  |
| 2   | Žolnerčíková–Maixnerová | 5   | 3     | 2     | 1     | 5    | 3    | 1.667 | 145    | 129    | 1.124  |
| 3   | Poletti–Ovelar          | 4   | 3     | 1     | 2     | 3    | 4    | 0.750 | 120    | 119    | 1.008  |
| 4   | Houghton–Sadlier        | 3   | 3     | 0     | 3     | 0    | 6    | 0.000 | 74     | 126    | 0.587  |

| 19 jun | 11:50 | Žolnerčíková–Maixnerová | 2-0 | Houghton–Sadlier | 21-18, 21-10       | [ Relatório] |
| 19 jun | 11:50 | Poletti–Ovelar          | 0-2 | Allcca–Mendoza   | 14-21, 17-21       | [ Relatório] |
| 20 jun | 15:00 | Žolnerčíková–Maixnerová | 1-2 | Allcca–Mendoza   | 18-21,21-18, 10-15 | [ Relatório] |
| 20 jun | 15:00 | Poletti–Ovelar          | 2-0 | Houghton–Sadlier | 21-9, 21-14        | [ Relatório] |
| 21 jun | 11:30 | Žolnerčíková–Maixnerová | 2-1 | Poletti–Ovelar   | 21-16,18-21, 15-10 | [ Relatório] |
| 21 jun | 11:30 | Allcca–Mendoza          | 2-0 | Houghton–Sadlier | 21-11, 21-12       | [ Relatório] |

#### Grupo G
|     |                  |     | Jogos | Jogos | Jogos | Sets | Sets | Sets  | Pontos | Pontos | Pontos |
| Pos | Equipe           | Pts | T     | V     | D     | V    | P    | R     | V      | P      | R      |
| --- | ---------------- | --- | ----- | ----- | ----- | ---- | ---- | ----- | ------ | ------ | ------ |
| 1   | Böbner–Betschart | 6   | 3     | 3     | 0     | 6    | 1    | 6.000 | 138    | 102    | 1.353  |
| 2   | Monkhouse–Safar  | 5   | 3     | 2     | 1     | 5    | 2    | 2.500 | 136    | 98     | 1.388  |
| 3   | Canedo–Melanie   | 4   | 3     | 1     | 2     | 2    | 4    | 0.500 | 99     | 101    | 0.980  |
| 4   | Lugo–Alonzo      | 3   | 3     | 0     | 3     | 0    | 6    | 0.000 | 54     | 126    | 0.429  |

| 19 jun | 12:40 | Monkhouse–Safar  | 2-0 | Lugo–Alonzo      | 21-9, 21-6        | [ Relatório] |
| 19 jun | 12:40 | Böbner–Betschart | 2-0 | Canedo–Melanie   | 21-15, 21-13      | [ Relatório] |
| 20 jun | 12:20 | Monkhouse–Safar  | 2-0 | Canedo–Melanie   | 21-17, 21-12      | [ Relatório] |
| 20 jun | 12:20 | Böbner–Betschart | 2-0 | Lugo–Alonzo      | 21-12, 21-10      | [ Relatório] |
| 21 jun | 09:50 | Monkhouse–Safar  | 1-2 | Böbner–Betschart | 21-17,20-22,11-15 | [ Relatório] |
| 21 jun | 09:50 | Canedo–Melanie   | 2-0 | Lugo–Alonzo      | 21-10, 21-7       | [ Relatório] |

#### Grupo H
|     |                     |     | Jogos | Jogos | Jogos | Sets | Sets | Sets  | Pontos | Pontos | Pontos |
| Pos | Equipe              | Pts | T     | V     | D     | V    | P    | R     | V      | P      | R      |
| --- | ------------------- | --- | ----- | ----- | ----- | ---- | ---- | ----- | ------ | ------ | ------ |
| 1   | Yodsaphat–Chanthira | 6   | 3     | 3     | 0     | 6    | 0    | MAX   | 126    | 70     | 1.800  |
| 2   | Cao–Dong            | 5   | 3     | 2     | 1     | 4    | 2    | 2.000 | 111    | 99     | 1.121  |
| 3   | Melissa–Bechar      | 4   | 3     | 1     | 2     | 2    | 4    | 0.500 | 74     | 84     | 0.881  |
| 4   | Kung–Yeh            | 3   | 3     | 0     | 3     | 0    | 6    | 0.000 | 64     | 126    | 0.508  |

| 19 jun | 13:30 | Yodsaphat–Chanthira | 2-0 | Melissa–Bechar | 21-5, 21-9   | [ Relatório] |
| 19 jun | 13:30 | Cao–Dong            | 2-0 | Kung–Yeh       | 21-16, 21-19 | [ Relatório] |
| 20 jun | 16:50 | Yodsaphat–Chanthira | 2-0 | Kung–Yeh       | 21-12, 21-17 | [ Relatório] |
| 20 jun | 16:50 | Cao–Dong            | 2-0 | Melissa–Bechar | 21-11, 21-11 | [ Relatório] |
| 21 jun | 09:50 | Yodsaphat–Chanthira | 2-0 | Cao–Dong       | 21-16, 21-11 | [ Relatório] |
| 21 jun | 09:50 | Kung–Yeh            | 0-2 | Melissa–Bechar | 0-21, 0-21   | [ Relatório] |

## Fase eliminatória

### Rodada 24
| 21 jun | 14:30 | Ziemer–Schieder         | 2-0 | Poletti–Ovelar   | 21-18, 21-12       | [ Relatório] |
| 21 jun | 14:30 | Monkhouse–Safar         | 2-1 | Herrmann–Stadnik | 21-13,19-21, 15-10 | [ Relatório] |
| 21 jun | 14:30 | Frolova–Ganenko         | 2-0 | Mucheza–Manhiça  | 21-12, 21-7        | [ Relatório] |
| 21 jun | 14:30 | Cao–Dong                | 0-2 | Carro–Álvarez    | 14-21, 13-21       | [ Relatório] |
| 21 jun | 15:20 | Žolnerčíková–Maixnerová | 2-0 | Pawarun–Saranya  | 21-15, 21-14       | [ Relatório] |
| 21 jun | 15:20 | Bauman–DeFalco          | 2-0 | Melissa–Bechar   | 21-14, 21-17       | [ Relatório] |
| 21 jun | 15:20 | Fletcher–Thorup         | 1-2 | Ingram–Stevens   | 21-11,19-21, 13-15 | [ Relatório] |
| 21 jun | 15:20 | Müller–Schulz           | 2-0 | Canedo–Melanie   | 21-14, 21-15       | [ Relatório] |

## Fase final

### Oitavas de final
| 22 jun | 10:00 | Victória–Vitória    | 2-0 | Ziemer–Schieder         | 21-10, 21-11       | [ Relatório] |
| 22 jun | 10:00 | Yodsaphat–Chanthira | 2-1 | Monkhouse–Safar         | 18-21, 21-16, 15-8 | [ Relatório] |
| 22 jun | 10:00 | They–Orsi Toth      | 0-2 | Frolova–Ganenko         | 15-21, 13-21       | [ Relatório] |
| 22 jun | 10:00 | Churín–Galdón       | 0-2 | Carro–Álvarez           | 15-21, 14-21       | [ Relatório] |
| 22 jun | 11:00 | Voronina–Bocharova  | 2-0 | Žolnerčíková–Maixnerová | 21-12, 21-11       | [ Relatório] |
| 22 jun | 11:00 | Allcca–Mendoza      | 2-1 | Bauman–DeFalco          | 22-20,16-21, 15-8  | [ Relatório] |
| 22 jun | 12:00 | Böbner–Betschart    | 2-0 | Ingram–Stevens          | 21-19, 21-11       | [ Relatório] |
| 22 jun | 12:00 | Herdrick–Ibarra     | 0-2 | Müller–Schulz           | 18-21, 19-21       | [ Relatório] |

### Quartas de final
| 22 jun | 14:00 | Voronina–Bocharova | 2-0 | Allcca–Mendoza      | 21-12, 21-16 | [ Relatório] |
| 22 jun | 14:00 | Böbner–Betschart   | 0-2 | Müller–Schulz       | 16-21, 16-21 | [ Relatório] |
| 22 jun | 16:00 | Victória–Vitória   | 2-0 | Yodsaphat–Chanthira | 21-17, 21-13 | [ Relatório] |
| 22 jun | 16:00 | Frolova–Ganenko    | 0-2 | Carro–Álvarez       | 14-21, 19-21 | [ Relatório] |

### Semifinal
| 23 jun | 10:00 | Victória–Vitória   | 2-0 | Carro–Álvarez | 21-16, 21-12 | [ Relatório] |
| 23 jun | 11:00 | Voronina–Bocharova | 2-0 | Müller–Schulz | 21-17, 21-18 | [ Relatório] |

### Terceira lugar
| 23 jun | 12:45 | Carro–Álvarez | 2-0 | Müller–Schulz | 21-10, 21-18 | [ Relatório] |

### Final
| 23 jun | 16:00 | Victória–Vitória | 2-1 | Voronina–Bocharova | 17-21, 21-15, 15-13 | [ Relatório] |

## Classificação final
| Posição                               | Equipe                            | Pontuação |
| ------------------------------------- | --------------------------------- | --------- |
| Medalha de ouro                       | Victória Tosta–Vitória Mendonça   | 200       |
| Medalha de prata                      | Maria Voronina–Mariia Bocharova   | 180       |
| Medalha de bronze                     | María Belén Carro–Daniela Álvarez | 160       |
| 4                                     | Svenja Müller–Sarah Schulz        | 140       |
| 5                                     |                                   |           |
| Lisbeth Allcca–Medalyn Mendoza        | 120                               |           |
| Anastasiia Frolova–Aleksandra Ganenko | 120                               |           |
| Esmée Böbner–Mara Betschart           | 120                               |           |
| Pakham Yodsaphat–Khanok Chanthira     | 120                               |           |